# دون خوان

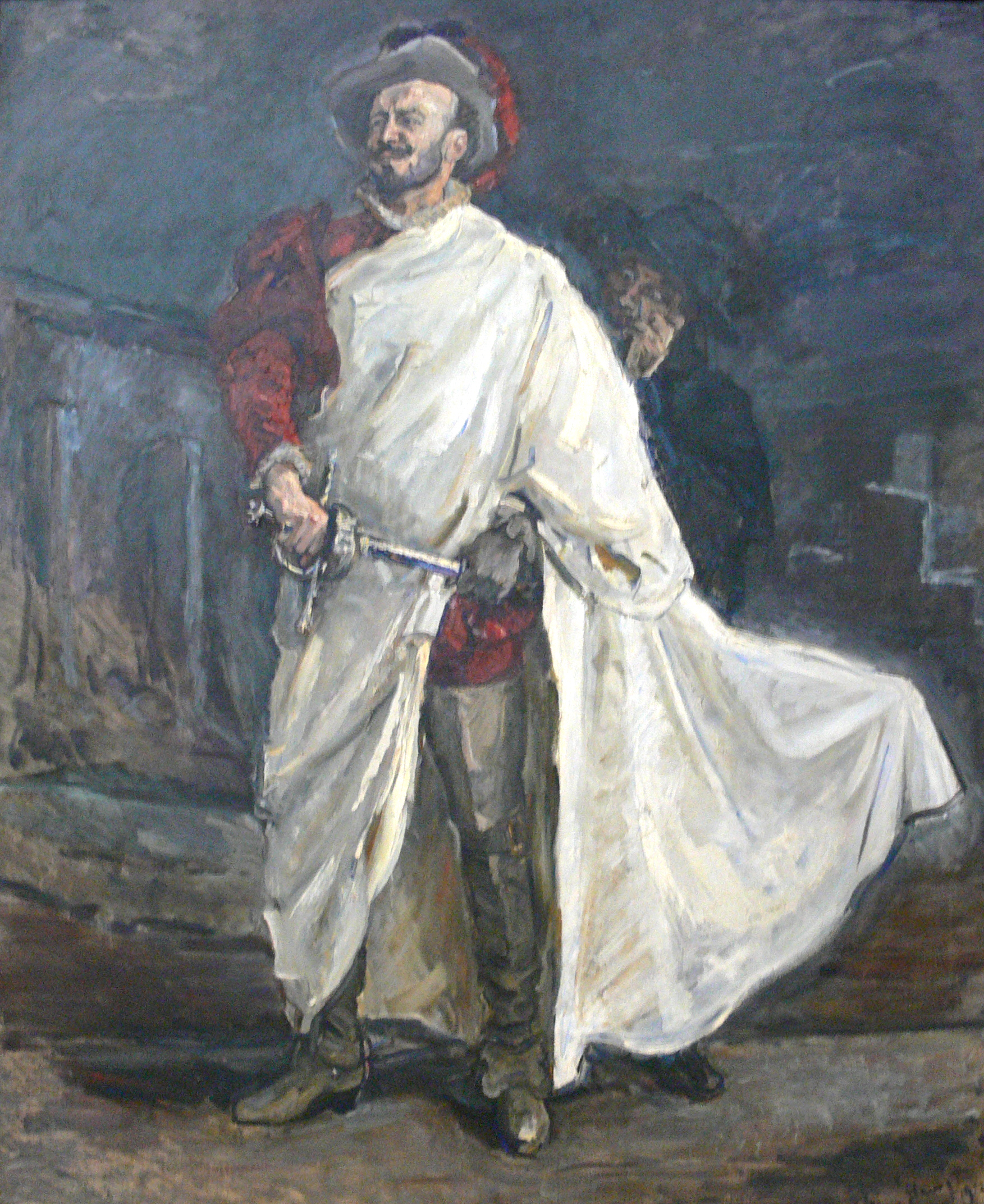
دون خوان

دون خوان (بالإسبانية: Don Juan)‏ أو دُنْجُوان، هو شخصية أسطورية من الفولكلور الإسباني. ذاع صيته في أوروبا في القرن السابع عشر قبل أن تنتقل شهرته للعالم أجمع. ويؤكد أغلب الرواة أنه شخصية خيالية مطلقة، بينما يصر القليلون على وجود أصل حقيقي لتلك الشخصية في إسبانيا القرن أوسطية. وتنسب صناعة هذه الشخصية للكاتب والشاعر الباروكي تيرسو دي مولينا، بالضبط في رواية ماجن إشبيليا (بالإسبانية: El burlador de Sevilla)‏.

## خلفية تاريخية
تعود شخصية الملحمة لكاتب مسرحي إسباني عاش في مطلع القرن السابع عشر واشتهر باسم تيرسو دي مولينا وهو الاسم المستعار الذي اتخذه لنفسه، أما اسمه الأصلي فهو غابرييل تيليز، كتب هذا الكاتب في عام 1616 مسرحية بعنوان ماجن إشبيلية والضيف الحجري وظهرت منسوبة إليه لأول مرة في مجموعة مسرحيات كتبها لوبي دي فيغا ومؤلفون آخرون، ونشرت عام 1620.

## أعمال فنية تناولته

### ماجن إشبيلية
تقول الأسطورة إن دون خوان كان زير نساء وعاشقا شهيرا. أغوى أكثر من 1000 امرأة دون تعقيدات أو منغصات، لكنه عندما حاول استمالة فتاة أرستقراطية جميلة تدعى دونيا آنا، يكتشف والدها، قائد الجيش، الامر فيدعوه للمبارزة. وعند المنازلة، يتمكن دون خوان من قتل القائد والهرب مما يدفع دونيا آنا مع خطيبها دون أوتافيو للإيقاع به دون جدوى. ويمر دون خوان بضريح قائد عسكري (غير أب الفتاة طبعا)، فيسمع صوتا من تمثاله المنتصب فوق الضريح يحذره من عواقب أفعاله مع بنات الناس، وينذره بالعقاب. لكن دون خوان يسخر من التمثال داعيا إياه لتناول العشاء معه.

### بايرون
في الفترة الممتدة من 1819 إلى 1824 كتب بايرون أبرز أعماله الشعرية: دون جوان ، وهي ملحمة شعرية استلهمها من قصة دون خوان الشعبية الإسبانية، تدور حول البطل دون خوان تينوريو مغوي النساء، ويرى الكثير من النقاد أن دون خوان لم يكن سوى قناعٍ أخفى تحته بايرون سيرته الذاتية.

## تأثيره
أثرت شخصية دون خوان في الكثير من الكتاب والمؤلفين الغربيين لمئات من السنين. فقد ظهر في مسرحيات كل من موليير، وبرنارد شو، وفي أوبرا من تأليف موزارت، وفي قصيدة شعرية للورد بايرون. وتعتبر رواية دون جوان تينوريو، للكاتب خوسيه زوريللا أفضل معالجة شعبية للموضوع في الأدب الأسباني الحديث. وقد فسر كل واحد شخصية دون جوان بصورة مختلفة .

### تأثيره في العالم العربي
قليل من افراد العالم العربي يعرف القصة الحقيقية لدون خوان. إلا أنه في لبنان، تستأثر مسرحية بنفس العنوان دون جوان في العديد من الأعمال. تأثر الكاتب إحسان عباس بشخصيته حيث اورد اسمه في سيرته غربة الراعي.